# Masters de París 1995
El Masters de París 1995 fue un torneo de tenis jugado sobre moqueta. Fue la edición número 24 de este torneo. Se celebró entre el 30 de octubre y el 6 de noviembre de 1995. 

## Campeones

### Individuales masculinos
Pete Sampras vence a  Boris Becker 7–6(5), 6–4, 6–4.

### Dobles masculinos
Grant Connell /  Patrick Galbraith vencen a  Jim Grabb /  Todd Martin, 6–2, 6–2.
| Predecesor: París 1994 | Masters de París 1995 | Sucesor: París 1996 |